# هاني غابي أوديل
هاني غابي أوديل (من مواليد 8 أكتوبر 1988) عارضة أزياء بلجيكية. وُلدت أوديلي بمتلازمة عدم حساسية الأندروجين وهي ثنائية الجنس. أعلنت هذا علنًا في عام 2017 وعملت منذ ذلك الحين كناشطة في مجال حقوق الإنسان ثنائيي الجنس.

## الروابط الخارجية
- هاني غابي أوديل على موقع دليل عارضات الأزياء (الإنجليزية)

- "Hanne Gaby Odiele homepage". Supermodels. مؤرشف من الأصل في 2017-01-24.
- Kessler، Greg (20 فبراير 2009). "Model-morphosis: Hanne Gaby Odile". The New York Times. مؤرشف من الأصل في 2019-09-30.
- Nelson، Karin (19 أبريل 2009). "That Crazy Village Girl. Hanne Gaby Odiele, model". The New York Times. مؤرشف من الأصل في 2017-02-21.
- Kelsey، Colleen (10 يوليو 2013). "Who's That Girl: Hanne Gaby Odiele". Interview. مؤرشف من الأصل في 2018-11-27.
- Lim، James (3 سبتمبر 2014). "Model Hanne Gaby Odiele Explains the Secret Behind Her Trademark Cool Street Style". Vogue. مؤرشف من الأصل في 2016-08-03.
- Lakner، Max (10 أبريل 2015). "Hanne Gaby Odiele Wants You to Destroy Her New Line of Shoes". Vanity Fair. مؤرشف من الأصل في 2016-04-12.
- Romeyn، Kathryn (11 سبتمبر 2015). "This Is Where Model Hanne Gaby Odiele Eats In New York". Hollywood Reporter. مؤرشف من الأصل في 2018-11-28.